# 毋乙
毋乙（？—920年），一作母乙，陈州（今河南淮阳）人，五代后梁农民起义军首领。
贞明六年（920年）七月，与董乙等人以“末尼”为旗帜，组织群众，夜聚明散，举旗反梁，联络杨吴，屡败官军。陈州、颍州（今安徽阜阳）、蔡州（今河南汝南）诸州望风而降，众至千余人，他被拥为天子。十月，后梁全力攻击，毋乙兵败，与诸首领八十余人同时被杀。三年后，后梁亡于后唐。